# Einkünfte aus Kapitalvermögen (Deutschland)
Die Einkünfte aus Kapitalvermögen gehören in Deutschland zu den in § 2 Abs. 1 EStG genannten sieben Einkunftsarten und zählen zu den Überschusseinkünften. Gesetzliche Grundlage der Einkünfte aus Kapitalvermögen ist § 20 EStG.
Neben natürlichen Personen können auch bestimmte Körperschaften (z. B. eingetragene Vereine) Einkünfte aus Kapitalvermögen erzielen (dies gilt insbesondere nicht für Kapitalgesellschaften, welche ausschließlich gewerbliche Einkünfte erzielen können). Diese Einkünfte sind als Einkünfte aus Kapitalvermögen i. S. d. Einkommensteuergesetz zu berechnen. Allerdings ist für Steuerbefreiungen (z. B. Schachteldividenden) und für den Steuertarif ausschließlich das Körperschaftsteuergesetz anzuwenden; die folgenden Ausführungen zum gesonderten Steuertarif sind daher bei Körperschaften nicht anwendbar.

## Begriff
Der Art nach gehören zu den Einkünften aus Kapitalvermögen alle Entgelte aus der Nutzungsüberlassung von (Geld-)Kapital, das heißt die Früchte aus der Kapitalnutzung. Es kommt nicht auf die Bezeichnung der Nutzungsentgelte an, sondern ausschließlich auf deren wirtschaftlichen Gehalt als Gegenleistung für die Nutzung fremden Geldkapitals.

## Allgemeines
Mit dem Unternehmensteuerreformgesetz 2008 wurde die Besteuerung von Kapitaleinkünften grundlegend reformiert. Ein wichtiger Punkt war die Einführung eines Gesonderten Steuertarifs für Einkünfte aus Kapitalvermögen nach § 32d EStG. Dieser ermöglichte aufgrund seiner proportionalen Ausgestaltung und der Unabhängigkeit von anderen Einkünften die Einführung einer Abgeltungsteuer.
Diese Änderungen bedeuteten einen Systemwechsel von der synthetischen Einkommensteuer (alle Einkunftsarten werden mit dem gleichen Steuersatz besteuert) hin zu einer dualen Einkommensteuer (Erwerbs- und Kapitaleinkommen unterliegen unterschiedlichen Steuersätzen). Die dabei entstehende Beschränkung des Werbungskostenabzugs bedeutet eine Abkehr vom Nettoprinzip.
Die Abgeltungswirkung erlaubt, dass die entsprechenden Kapitaleinkünfte nicht mehr in die Veranlagung einbezogen werden müssen. Sie tauchen daher auch nicht in der Einkommensteuerstatistik auf.

## Zufluss der Einkünfte
Einkünfte aus Kapitalvermögen sind in dem Jahr zu versteuern, in dem sie zugeflossen sind. Zugeflossen sind Einkünfte, wenn der Steuerpflichtige über sie verfügen kann, z. B., wenn sie auf dem Konto gutgeschrieben worden sind – siehe Zuflussprinzip.

## Umfang der Einkünfte aus Kapitalvermögen

### Grundlagen gemäß § 20 EStG
Die Einkünfte aus Kapitalvermögen sind in § 20 Abs. 1, 2 und 3 EStG abschließend aufgeführt. Sofern diese Art von Einkünften zu den Einkünften aus Land- und Forstwirtschaft, aus Gewerbebetrieb, aus selbständiger Arbeit oder aus Vermietung und Verpachtung gehört, ist sie diesen Einkünften zuzurechnen (Subsidiaritätsprinzip des § 20 Abs. 8 EStG).
Eine genauere Beschreibung des Umfangs dieser Einkünfte findet sich im BMF-Schreiben vom 22. Dezember 2009.
Unter Beachtung des Subsidiaritätsprinzips gehören somit folgende Einkünfte dazu:
- Einnahmen aus der Nutzung eines Geldkapitals nach § 20 Abs. 1 EStG:

1. Einnahmen aus Dividenden und vergleichbare Einkünfte (§ 20 Abs. 1 Nr. 1, 2 und 9 EStG),
2. Investmenterträge nach § 16 des Investmentsteuergesetzes (§ 20 Abs. 1 Nr. 3 EStG) und Spezial-Investmenterträge nach § 34 des Investmentsteuergesetzes (§ 20 Abs. 1 Nr. 3a EStG),
3. Einnahmen als (typisch) stiller Gesellschafter (atypisch stille Gesellschafter erzielen Gewinneinkünfte z. B. aus Gewerbebetrieb) und Einnahmen aus partiarischen Darlehen (§ 20 Abs. 1 Nr. 4 EStG),
4. Einnahmen aus Zinsen und vergleichbare Einkünfte (§ 20 Abs. 1 Nr. 5 und 7 EStG),
5. Ertragsanteil aus Versicherungsleistungen, sofern sie nicht den sonstigen Einkünften zuzuordnen sind; bestimmte Versicherungen unterliegen sogar nur dem hälftigen Ertragsanteil (§ 20 Abs. 1 Nr. 6 EStG),
6. Einnahmen aus der Diskontierung von Wechseln (§ 20 Abs. 1 Nr. 8 EStG),
7. Einnahmen aus Leistungen eines Betriebes gewerblicher Art von juristischen Personen des öffentlichen Rechts (§ 20 Abs. 1 Nr. 10 EStG), (siehe auch Ausführungen zum ermäßigten Steuersatz bei der Kapitalertragsteuer)
8. Einnahmen aus dem Schreiben von Optionen (§ 20 Abs. 1 Nr. 11 EStG),

- Leistungen aus Veräußerungsgeschäften und Termingeschäften nach § 20 Abs. 2 EStG:

1. Gewinne aus der Veräußerung von Anteilen einer Körperschaft (insb. GmbH-Anteile, Aktien, Genossenschaftsanteile) und vergleichbare Einkünfte (§ 20 Abs. 2 Nr. 1, 2 a) und 8 EStG),
2. Gewinne aus der Veräußerung von Zinsscheinen und sonstigen zinsbringenden Wertpapieren und vergleichbare Einkünfte (§ 20 Abs. 2 Nr. 2b, 5 und 7 EStG),
3. Gewinne aus Termingeschäften und vergleichbare Einkünfte (§ 20 Abs. 2 Nr. 3 EStG),
4. Gewinne aus der Veräußerung von (typisch) stillen Gesellschaften und partiarischen Darlehen (§ 20 Abs. 2 Nr. 4 EStG),
5. Gewinne aus der Veräußerung aus solchen Versicherungsverträgen, welche bei Auszahlung ebenfalls Einkünfte aus Kapitalvermögen erzielen (§ 20 Abs. 2 Nr. 6 EStG),

- Daneben gehören auch besondere Entgelte und Vorteile zu den Einkünften aus Kapitalvermögen, wenn sie im Zusammenhang mit den oben genannten Einnahmen erzielt werden (z. B. Schadenersatz und Kulanzerstattungen im Zusammenhang mit bestimmten Kapitalanlagen) (§ 20 Abs. 3 EStG).

### Hinweise
- Veräußerungen von Anteilen von Kapitalgesellschaften bei einer Beteiligung im Privatvermögen von mindestens 1 % gehören nicht zu den Einkünften aus Kapitalvermögen (§ 17 EStG). Nichtsdestoweniger gehören Dividendenerträge solcher Beteiligungen weiterhin zu den Einkünften aus Kapitalvermögen.
- Gewinne und Verluste aus Fremdwährungsgeschäften gehören – sofern es sich nicht um abstrakte Devisentermingeschäfte (ohne tatsächliche Lieferung) handelt –  nicht zu Einkünften aus Kapitalvermögen, sondern (vorbehaltlich des Subsidiaritätsprinzips) zu den sonstigen privaten Veräußerungsgeschäften, sofern sie innerhalb der einjährigen Spekulationsfrist ausgeführt worden sind (siehe oben genanntes BMF-Schreiben, Tz. 38, 39).
- Die Unterscheidung zwischen einer stillen Gesellschaft und einem partiarischen Darlehen hat für die Besteuerung der Einkünfte aus Kapitalvermögen im Inland faktisch keine Bedeutung, da eine Besteuerung sowohl für den stillen Gesellschafter als auch das partiarische Darlehen über § 20 Abs. 1 Nr. 4 EStG herbeigeführt wird. Die Unterscheidung ist jedoch wichtig für eine Behandlung im Rahmen von Doppelbesteuerungsabkommen.

## Werbungskosten
Grundsätzlich ist für Werbungskosten der Sparer-Pauschbetrag in Höhe von max. 1000 € (bei Verheirateten max. 2000 €) anzusetzen; insoweit ist der Abzug der tatsächlichen Werbungskosten ausgeschlossen (§ 20 Abs. 9 EStG). Sofern nicht der gesonderte Steuertarif i.H.v. 25 % gilt, können i.d.R nur die tatsächlichen Werbungskosten (z. B. Gegenfinanzierungskosten) geltend gemacht werden. Dies ist dann vorteilhaft, wenn die tatsächlichen Werbungskosten über dem Pauschbetrag liegen.

## Verluste
Verluste können i. d. R. nicht mit anderen Einkünften ausgeglichen bzw. bei solchen in anderen Veranlagungszeiträumen abgezogen werden (§ 20 Abs. 6 EStG). Sie können aber bei positiven Einkünften aus Kapitalvermögen aus folgenden Veranlagungszeiträumen abgezogen werden. Verluste aus der Veräußerung von Aktien können sogar nur bei positiven Einkünften aus der Veräußerung von Aktien abgezogen werden, wobei diese sog. Aktienverlustverrechnungsbeschränkung verfassungsrechtlich umstritten und Gegenstand eines noch nicht entschiedenen Vorlagebeschlusses vom 17. November 2020 des Bundesfinanzhofs an das Bundesverfassungsgericht ist. Verluste aus Termingeschäften können nur mit Gewinnen aus Termingeschäften und Optionsprämien und nur bis zu 20.000 € pro Jahr verrechnet werden. Auch diese Regelung ist ausweislich eines Beschlusses des Finanzgerichts Rheinland-Pfalz vom 5. Dezember 2023, des darauf ergangenen Beschlusses des Bundesfinanzhofs vom 7. Juni 2024 und des beim Bundesfinanzhof unter dem Aktenzeichen VIII R 11/24 anhängigen Revisionsverfahren zum Urteil des Finanzgerichts Baden-Württemberg vom 29. April 2024 verfassungsrechtlich umstritten. Ebenso umstritten ist die Verlustverrechnungsbeschränkung für sog. Totalverluste aus Aktien, Anleihen oder bestimmten sonstigen Kapitalanlagen, die nur bis zu 20.000 € pro Jahr mit positiven Kapitaleinkünften verrechnet werden können. Am 22. November 2024 hat der Bundesrat dem Jahressteuergesetz 2024 zugestimmt, in dem die vorstehend dargestellten Verlustverrechnungsbeschränkungen für Termingeschäftsverluste wie auch für Totalverluste aufgrund der verfassungsrechtlichen Bedenken für alle noch offenen Fälle rückwirkend aufgehoben werden.

## Ausländische Kapitaleinkünfte
Für unbeschränkt Steuerpflichtige gehören auch entsprechende ausländische Einkünfte zu den Einkünften aus Kapitalvermögen (§ 34d Nr. 6 EStG). Inwiefern sie dann tatsächlich besteuert und/oder inwieweit ausländische Steuern berücksichtigt werden, ergibt sich aus den entsprechenden Doppelbesteuerungsabkommen. Liegt ein solches nicht vor, gelten die unilateralen Regelungen zur Verhinderung von Doppelbesteuerungen (vgl. § 34c EStG).

## Steuertarif
Neben der normalen tariflichen Steuer ist seit 2009 der Gesonderte Steuertarif für Einkünfte aus Kapitalvermögen nach § 32d EStG i.H.v. 25 % für bestimmte Arten von Einkünften aus Kapitalvermögen eingeführt worden. Dieser ermöglicht aufgrund seiner konstanten und von anderen Einkünften unabhängigen Höhe die Einführung einer Abgeltungsteuer.

### Vor- und Nachteile des Sondertarifs
Sparer mit mittlerem und höherem Einkommen, die vor allem Zinsgewinne erzielen, haben mit dem neuen proportionalen Steuertarif zumeist Vorteile. Denn dieser Steuersatz beträgt 25 %, während beim progressiven Einkommensteuertarif der Spitzensteuersatz 45 % beträgt. Für Sparer mit einem geringeren Einkommen besteht nach § 32d Abs. 6 EStG ein Wahlrecht (Günstigerprüfung) zur Anwendung der bisherigen Regelung, sodass auch sie durch Einführung des Sondertarifs keinen Nachteil haben.
Neu ist die ausnahmslose Besteuerung von Veräußerungsgewinnen. Damit werden Aktien- und Fondsinvestments, die in der Regel eher dem Vermögensaufbau zuzurechnen sind, unattraktiver. Das gilt allerdings nur für Neuanlagen ab 1. Januar 2009: Alle Wertpapiere, die bis 31. Dezember 2008 gekauft wurden, unterliegen der alten Regelung und Veräußerungsgewinne sind bei Veräußerung nach zwölf Monaten nicht steuerbar. Veräußerungsgewinne bei Zertifikaten sind unabhängig von der Besitzdauer steuerpflichtig für Erwerbe seit dem 14. März 2007, sofern die Papiere nach dem 30. Juni 2009 veräußert werden.

### Vergleich der Besteuerung von Dividenden vor und nach Einführung des Sondertarifs

#### Fall A: Leitender Angestellter
Leitender Angestellter mit über 1 % Aktienbeteiligung an der ihn beschäftigenden ausschüttenden Kapitalgesellschaft, daher ab 2009 Wahlrecht nach § 32d Abs. 2 Nr. 3, wählt Teileinkünfteverfahren, 42 % Einkommensteuer
|                                                 | 2007     | 2008     | 2009     |
| Gewinn Kapitalgesellschaft vor Ertragssteuern   | 100,00 € | 100,00 € | 100,00 € |
| – Gewerbesteuer rund 14 % / 20 %                | 20,00 €  | 14,00 €  | 14,00 €  |
| – Körperschaftsteuer 15 % / 25 %                | 25,00 €  | 15,00 €  | 15,00 €  |
| – Solidaritätszuschlag auf KSt 5,5 %            | 1,38 €   | 0,83 €   | 0,83 €   |
| = Bardividende (KESt nicht berücksichtigt*)     | 53,62 €  | 70,17 €  | 70,17 €  |
| Bemessungsgrundlage 60 % (50 %)                 | 26,81 €  | 35,09 €  | 42,10 €  |
| – Einkommensteuer 42 %                          | 11,26 €  | 14,74 €  | 17,68 €  |
| – Solidaritätszuschlag auf ESt 5,5 %            | 0,62 €   | 0,81 €   | 0,97 €   |
| = verbleiben nach Steuern (Nettodividende)      | 41,74 €  | 54,62 €  | 51,52 €  |
| Veränderung der Nettodividende seit 2007        | —        | +30,9 %  | +23,4 %  |
| Veränderung der Einkommensteuer seit 2007       | —        | +30,9 %  | +57,0 %  |
| Veränderung der Unternehmenssteuern* seit 2007. | —        | −35,7 %  | −35,7 %  |

* Unternehmenssteuern sind Gewerbesteuer, Körperschaftsteuer und Solidaritätszuschlag.

#### Fall B: Geringverdiener
Geringverdiener und Kleinaktionär mit Beteiligung kleiner 1 %. 2007, 2008 und 2009 15 % Grenzsteuersatz bei der Einkommensteuer, daher aufgrund der Günstigerprüfung nicht vom Sondertarif betroffen, da dieser höher ist.
|                                                 | 2007     | 2008     | 2009     |
| Gewinn Kapitalgesellschaft vor Ertragssteuern   | 100,00 € | 100,00 € | 100,00 € |
| – Gewerbesteuer rund 14 % / 20 %                | 20,00 €  | 14,00 €  | 14,00 €  |
| – Körperschaftsteuer 15 % / 25 %                | 25,00 €  | 15,00 €  | 15,00 €  |
| – Solidaritätszuschlag auf KSt 5,5 %            | 1,38 €   | 0,83 €   | 0,83 €   |
| = Bardividende (KESt nicht berücksichtigt*)     | 53,62 €  | 70,17 €  | 70,17 €  |
| Bemessungsgrundlage 100 % (50 %)                | 26,81 €  | 35,09 €  | 70,17 €  |
| – Einkommensteuer 15 %                          | 4,02 €   | 5,26 €   | 10,53 €  |
| – Solidaritätszuschlag auf ESt 5,5 %            | 0,22 €   | 0,29 €   | 0,58 €   |
| = verbleiben nach Steuern (Nettodividende)      | 49,38 €  | 64,62 €  | 59,06 €  |
| Veränderung der Nettodividende seit 2007        | —        | +30,9 %  | +19,6 %  |
| Veränderung der Einkommensteuer seit 2007       | —        | +30,8 %  | +161,9 % |
| Veränderung der Unternehmenssteuern* seit 2007. | —        | −35,7 %  | −35,7 %  |

Ergebnis: Trotz Einführung des Sondertarifs hat sich aufgrund der Änderungen der Unternehmenssteuern seit 2007 die Nettodividende sowohl für Geringverdiener als auch (in etwas stärkerem Maß) für Leitende Angestellte mit wesentlicher Beteiligung an der sie beschäftigenden Aktiengesellschaft erhöht.

### Kritik
Verschiedene Aspekte des Sondertarifs sind Gegenstand der wissenschaftlichen und politischen Auseinandersetzung:

#### Steuerprogression
Der neue Steuersatz ist wesentlich niedriger als der Spitzensteuersatz. Nutznießer hiervon sind Anleger, deren Grenzsteuersatz für die übrigen Einkünfte gleich oder höher liegt als dieser Steuersatz. Kritiker sehen hierdurch das Prinzip der Besteuerung nach der Leistungsfähigkeit (Leistungsfähigkeitsprinzip) berührt. Waren vorher etwa Zinserträge von 10.000 € mit dem Spitzensteuersatz von bis zu 45 % (einschließlich sogenannter „Reichensteuer“) zu versteuern, beträgt der Steuersatz ab 2009 nur noch 25 % (jeweils zzgl. Solidaritätszuschlag und ggf. Kirchensteuer). Diese Regelung entlastet Einkünfte aus Kapitalvermögen um rund 40 %. Andererseits  verdoppelt sich bei Einkünften aus Dividenden in vielen Fällen durch Wegfall des Halb- / Teileinkünfteverfahrens die Bemessungsgrundlage (früher 50 % bzw. 60 %, heute 100 %).

#### Gleichbehandlung unterschiedlicher Einkommensarten
Mit dem Sondertarif werden Einkommen aus Kapitalanlagen gegenüber anderen Einkommensarten bevorzugt behandelt (siehe Duale Einkommensteuer). Dafür bestehen jedoch nach Meinung der Befürworter gute Gründe: Ein Teil der Kapitalrendite ist lediglich ein Ausgleich der Inflation und führt nicht zu einer Erhöhung der Leistungsfähigkeit des Steuerpflichtigen. Aus diesem Grund müsse dieser Teil der Kapitalerträge steuerfrei gestellt werden. Durch den Sondertarif erfolgt dies für Anleger, deren Grenzsteuersatz größer als der Steuersatz des Sondertarifs ist, zumindest teilweise (Inflationsausgleich für Personen mit hohem Einkommen).

#### Finanzierungsneutralität
Der Sondertarif benachteiligt Eigenkapitalfinanzierung gegenüber Fremdkapitalfinanzierung. Während Fremdkapitalzinsen im Unternehmen steuerlich geltend gemacht werden können und so ausschließlich beim Anleger mit dem Steuersatz des Sondertarifs belastet werden, erfolgt die Besteuerung des Eigenkapitals beim Unternehmen (über die Körperschaftsteuer) und erneut beim Anleger über die Einkommensteuer. Während diese Doppelbesteuerung früher über das Anrechnungsverfahren vermieden oder über das Halbeinkünfteverfahren reduziert wurde, führt die Besteuerung mit der Einkommensteuer zu einer Doppelbelastung. Dadurch besteht ein Anreiz, Gewinne des Unternehmens über Zinsen auszuschütten, statt diese als Gewinn auszuweisen. Dies ist aber nicht möglich für Gesellschafter, die mehr als 10 % an einer Kapitalgesellschaft halten, hier erfolgt die Versteuerung nach dem persönlichen Einkommensteuersatz.

#### Steuersatz
Der im europaweiten Vergleich hohe Steuersatz in Deutschland (siehe Vergleichstabelle) fördere nach Ansicht von Kritikern die Kapitalflucht.

#### Abschaffung des Hausbankprinzips
Der Sondertarif gilt nach § 32d Abs. 2 EStG unter anderem dann nicht, wenn ein Dritter die Kapitalerträge schuldet, der seinerseits Kapital an einen Betrieb des Gläubigers überlassen hat (sogenannte Back-to-back-Finanzierungen). Durch diese Regelung wird die Abschaffung des sogenannten Hausbankprinzips befürchtet: Bisher haben viele Unternehmer sowohl betriebliche als auch private Konten bei einer Bank unterhalten. Die obige Missbrauchsregelung führt dazu, dass private Kapitaleinkünfte nicht dem Sondertarif unterliegen, soweit die Bank (wie oft) für die betrieblichen Kredite auf die privaten Konten des Unternehmers Rückgriff nehmen kann. Damit führt die Regelung ungewollt dazu, dass Betriebsinhaber sich für ihre privaten Kapitalanlagen eine neue Bank suchen müssen.
Mit dem Jahressteuergesetz 2008 sind schon vor Einführung des Sondertarifs 2009 Änderungen eingeführt worden, die dieses Problem beheben sollen: Demnach kann ein Unternehmer auch dann vom Sondertarif auf seine privaten Kapitalanlagen bei seiner Hausbank profitieren, wenn zwischen der Kapitalanlage und der Kreditgewährung kein Zusammenhang besteht. Ein solcher Zusammenhang wird bei enger zeitlicher Abfolge oder Verknüpfung der Zinssätze vermutet.

## Erhebung der Steuer
Neben der Erhebung durch eine jährliche Veranlagung werden Einkünfte aus Kapitalvermögen insbesondere in Form einer Quellensteuer, der sog. Kapitalertragsteuer, erhoben, welche unter bestimmten Voraussetzungen abgeltende Wirkung haben kann.

## Stand bis 2009
Die Einkünfte aus Kapitalvermögen sind in der Steuererklärung zu deklarieren, wenn die Summe der Einkünfte den Sparerfreibetrag (§ 20 Abs. 4 EStG a. F.) 750,00 € (bei Verheirateten 1500,00 €) übersteigt.
Zu den Einkünften aus Kapitalvermögen gehören u. a.
- Gewinnanteile (Dividenden), Ausbeuten und sonstige Bezüge aus Aktien, Genussrechten, mit denen das Recht am Gewinn und Liquidationserlös einer Kapitalgesellschaft verbunden ist, aus Anteilen an einer Gesellschaft mit beschränkter Haftung, an Erwerbs- und Wirtschaftsgenossenschaften sowie an bergbautreibenden Vereinigungen, welche die Rechte einer juristischen Person haben. Zur steuerlichen Behandlung siehe Halbeinkünfteverfahren.
- Einnahmen aus der Beteiligung an einem Handelsgewerbe als stiller Gesellschafter und aus partiarischen Darlehen.
- Zinsen aus Hypotheken und Grundschulden.
- Renten aus Rentenschulden.
- Bei Lebensversicherungen, die nach dem 31. Dezember 2004 abgeschlossen wurden, der Unterschiedsbetrag zwischen der Versicherungsleistung und der Summe der auf sie entrichteten Beiträge; bei einer Laufzeit von mindestens zwölf Jahren und einem Alter zum Zeitpunkt der Leistung von mindestens 60 Jahren die Hälfte dieses Betrages
- Bei Lebensversicherungen, die vor dem 1. Januar 2005 abgeschlossen wurden und die eine Laufzeit von 12 Jahren unterschreiten oder bei denen eine Beitragszahlungsdauer von weniger als 5 Jahren vereinbart wurde, die rechnungsmäßigen und die außerrechnungsmäßigen Zinsen (Lebensversicherungen vor 2005 mit einer Beitragszahlungsdauer von mindestens 5 Jahren und einer Laufzeit von mindestens 12 Jahren genießen das mit dem Alterseinkünftegesetz gekippte Steuerprivileg für Lebensversicherungen und die Kapitalerträge aus ihnen sind steuerfrei)
- Erträge aus sonstigen Kapitalforderungen jeder Art, wenn die Rückzahlung des Kapitalvermögens oder ein Entgelt für die Überlassung des Kapitalvermögens zur Nutzung zugesagt oder gewährt worden ist.